# 台灣日光燈

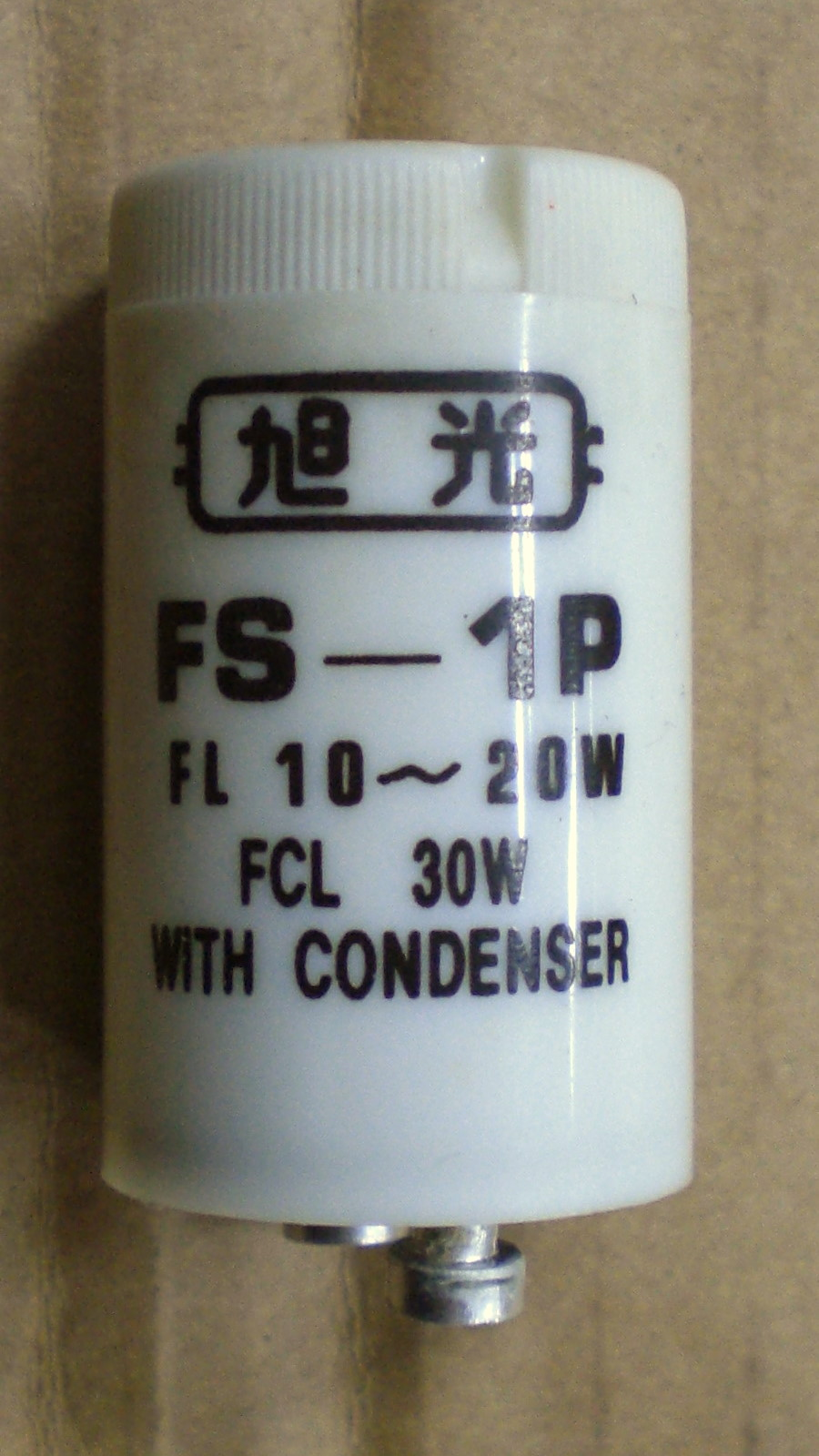
生產的日光燈啟動器

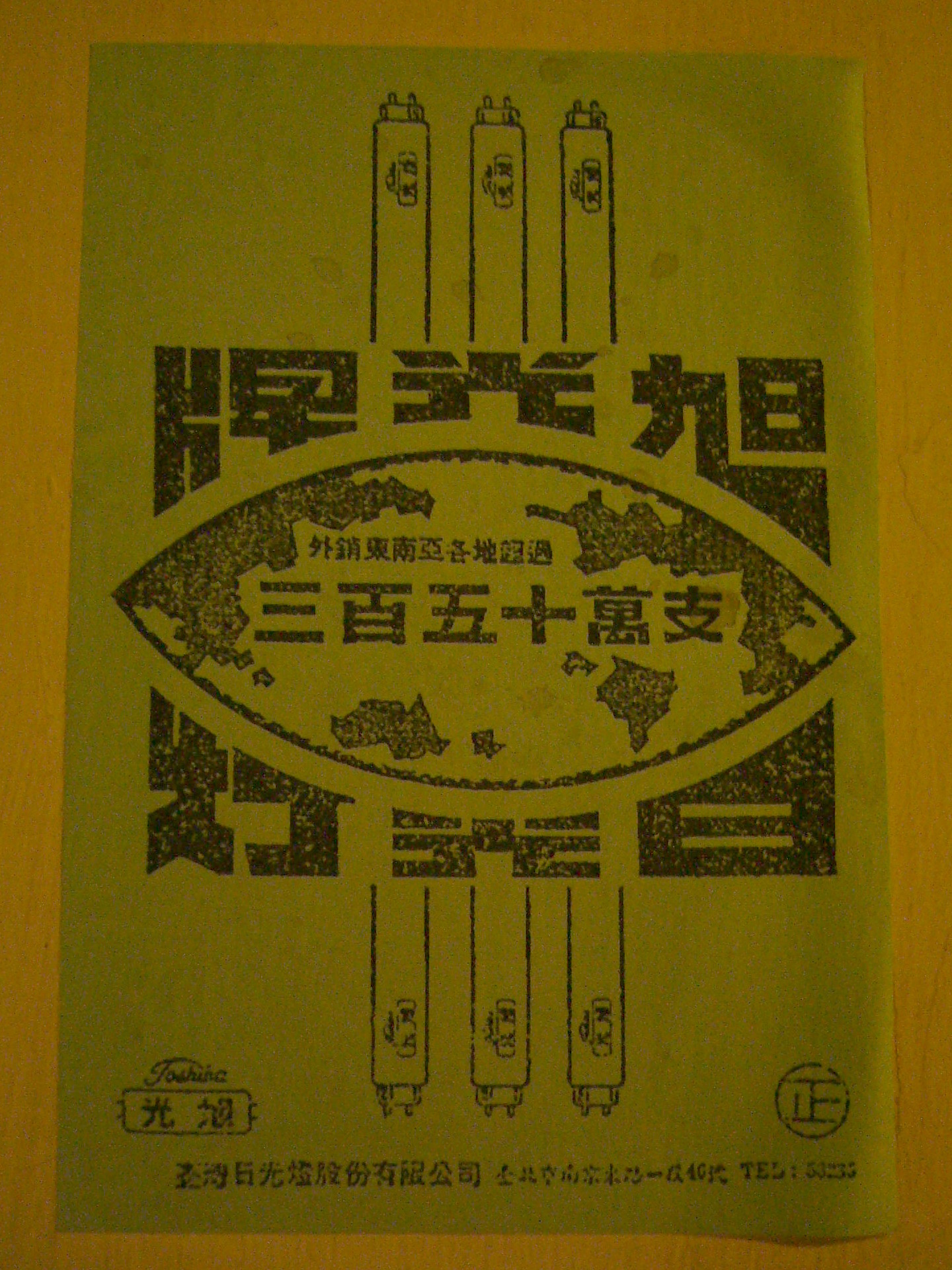
燈管廣告

台灣日光燈股份有限公司（英語：Taiwan Fluorescent Lamp Co., Ltd.，縮寫為），簡稱「台光」。該公司長期與東芝技術合作，生產日光燈、冷氣機，以自創品牌「旭光」聞名，並在1980年代下半期一度邀請當時中國電視公司著名氣象主播馮鵬年擔任冷氣機的代言人。1993年至2008年，其經營權數度易手；2008年2月，其無預警停工，結束營業，旭光品牌由業強科技得標後繼續經營至今。

## 簡史

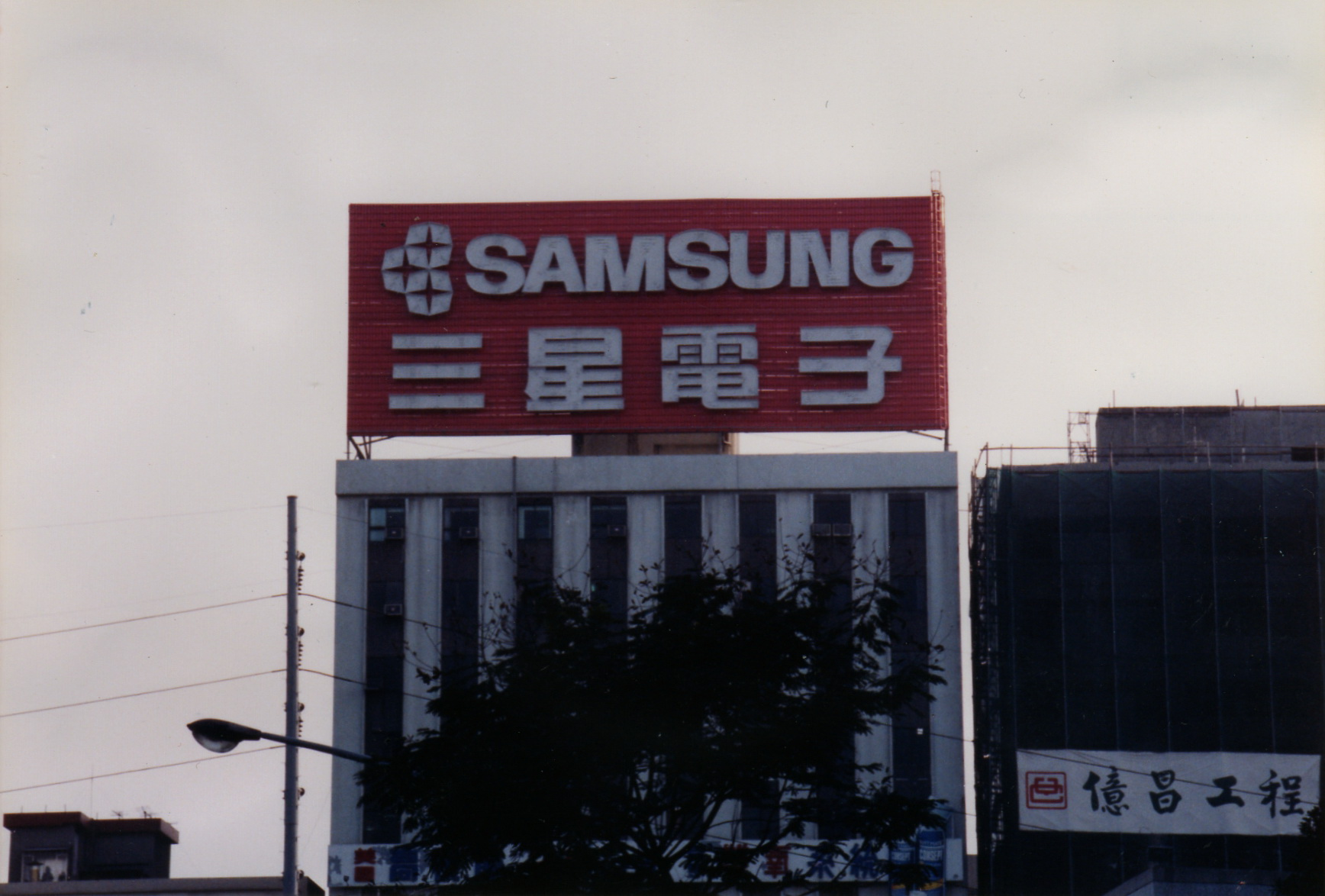
1991年，台灣日光燈總代理三星電子家電產品廣告霓虹燈
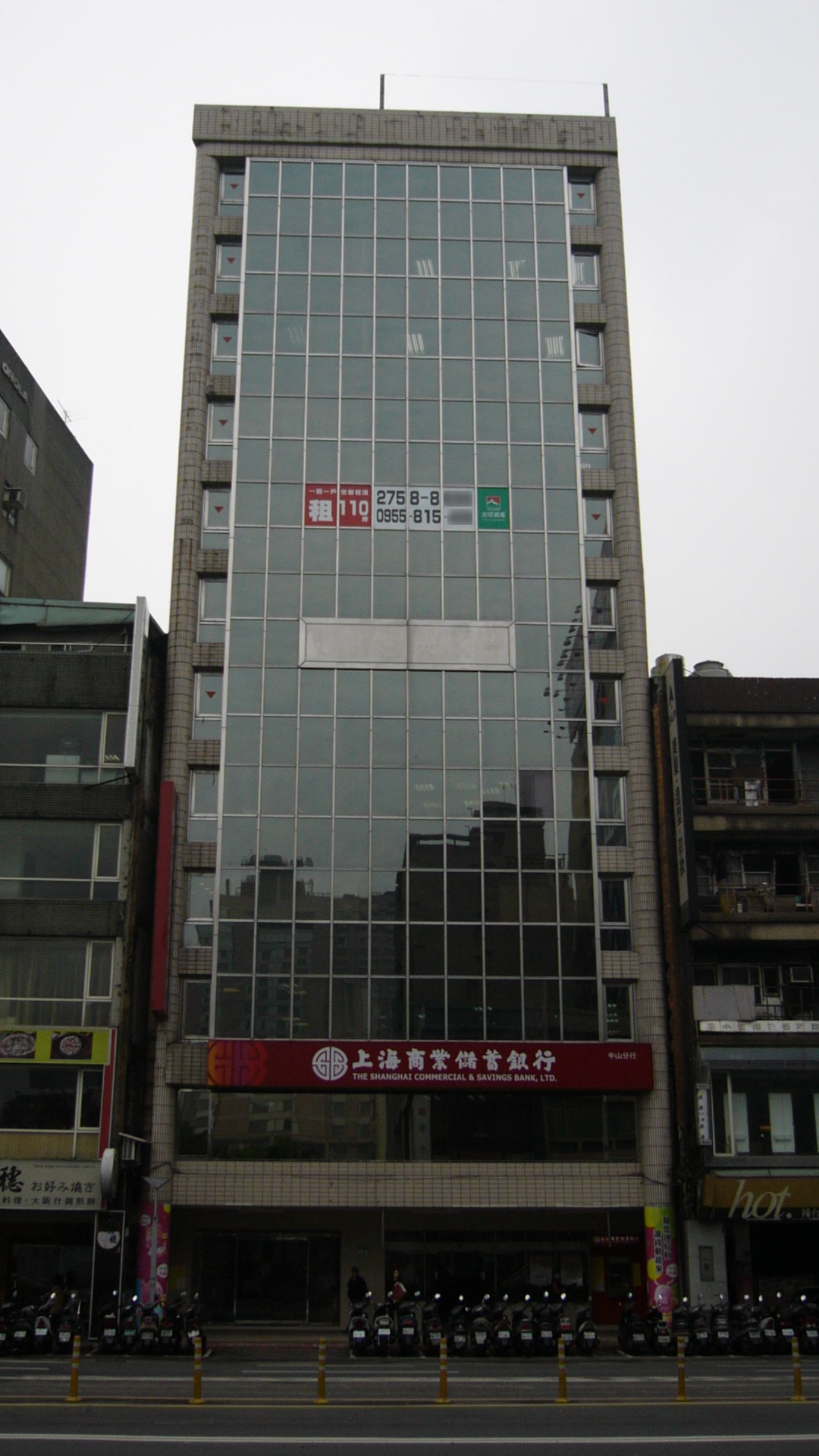
原台灣日光燈公司總部大樓，位於台北市中山區南京東路一段46號
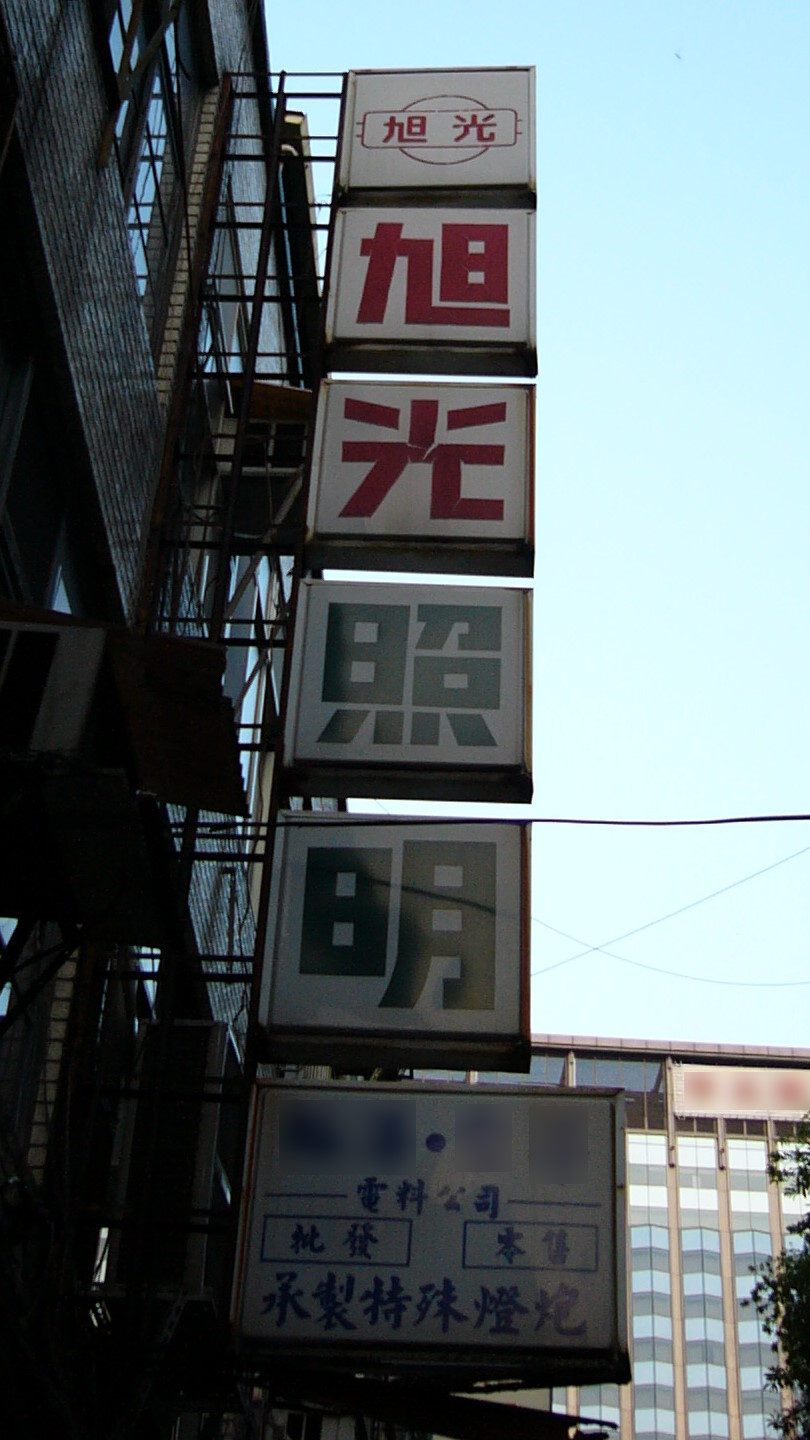
「旭光照明」經銷店直式招牌
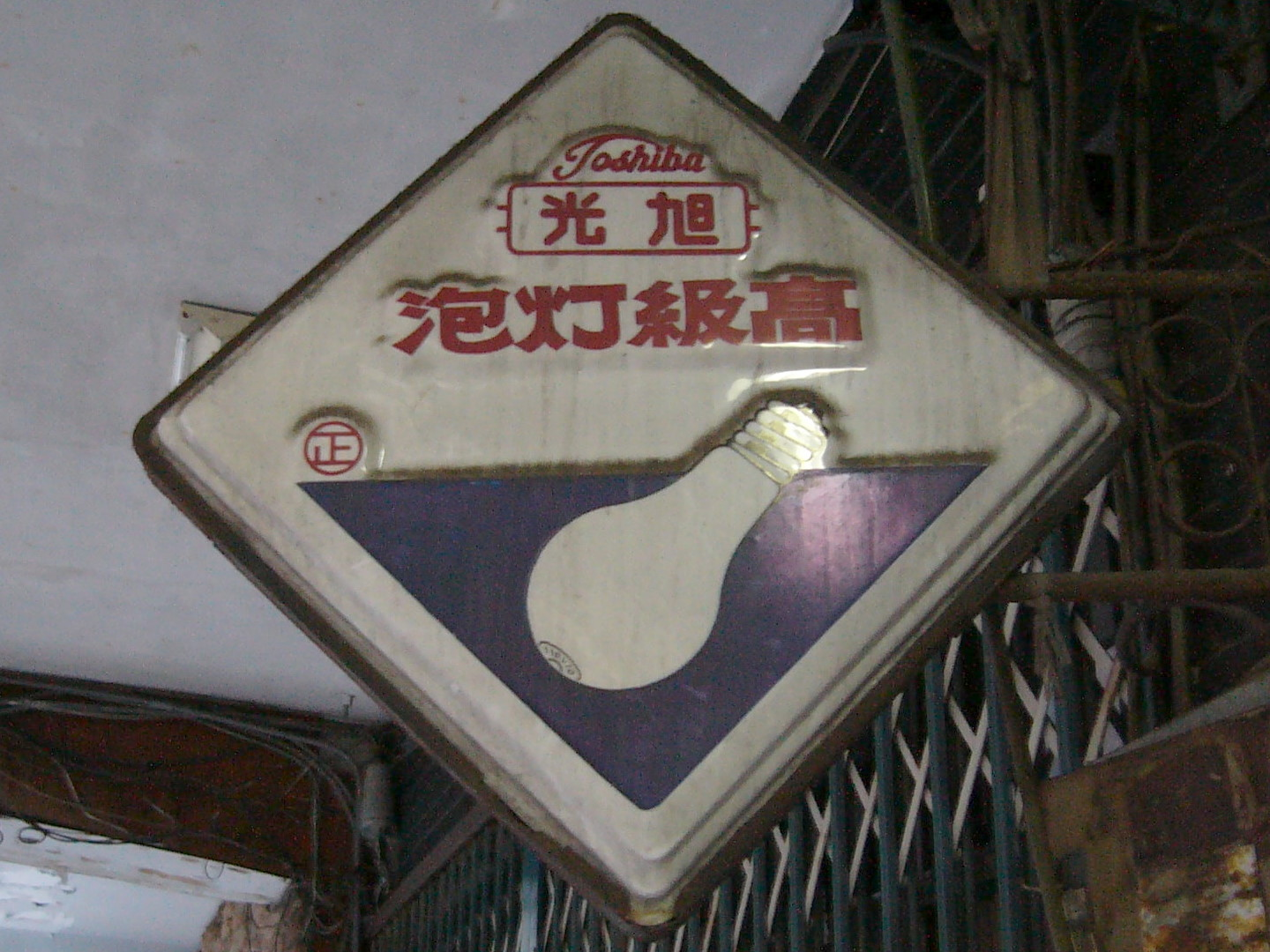
早期燈泡經銷店招牌
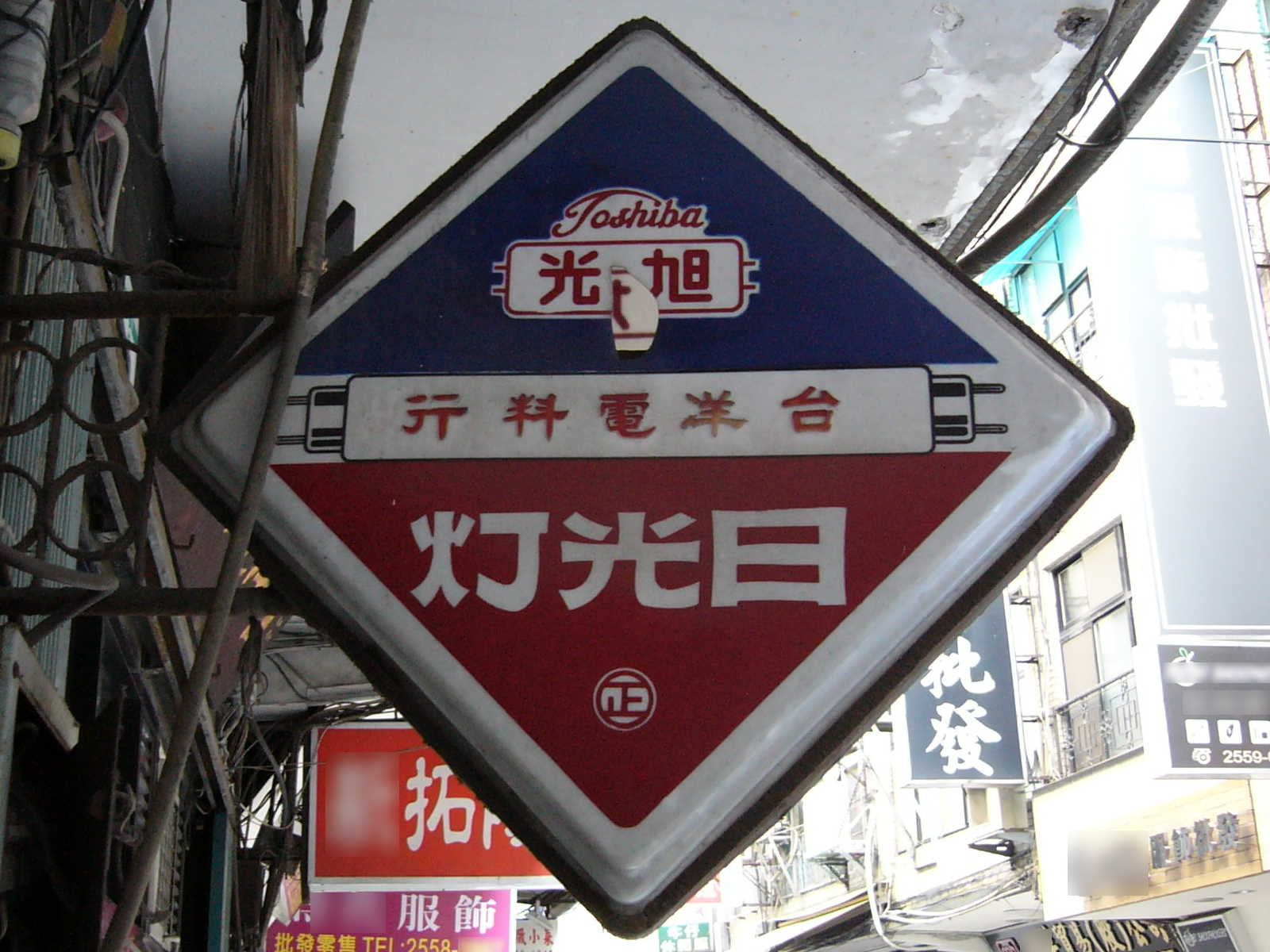
早期燈管經銷店招牌

- 1966年12月，台灣日光燈公司搶在日本各公司之前成功研發日光燈合成樹脂燈頭，合成樹脂燈頭優點為絕緣良好、美觀耐用。[1]
- 1990年代，台灣日光燈是三星電子家電產品台灣總代理，曾經請來歌手李茂山代言三星電子卡拉OK錄放影機「三星卡拉OK一錄唱」。
- 1991年1月中旬，東元電機、台灣日光燈與東芝合資成立台灣東芝精密，生產壓縮機[2]。
- 1993年，台灣日光燈公司董事長林文仁退休，市場派趁機得勢[3]，前立法委員淮銀領軍的富隆集團收購台灣日光燈公司股票，游淮銀接任台灣日光燈公司董事長；不到一年之後，台灣中部的股市作手「東勢魏」魏營杲接任台灣日光燈公司董事長。
- 1994年10月下旬，洪福證券違約交割案爆發並牽連魏營杲，台灣日光燈公司股價崩盤，鄭楠興應魏營杲邀請接任台灣日光燈公司董事長[4]；東芝與飛利浦紛紛撤資，林文仁也全數拋售自己持有的台灣日光燈公司股票。[3]
- 1998年5月率先在國內量產FHF系列高頻日光燈管
- 1998年8月螺旋型(麗晶)燈泡開發成功
- 1999年2月10日，台灣日光燈公司前董事長王邦彥遭台北地檢署依背信罪與詐欺罪起訴，具體求刑3年。1999年2月11日，刑事警察局依據檢舉內容指出，王邦彥於1997年6月當選台灣日光燈公司董事長，涉嫌透過子公司投資方式分批掏空台灣日光燈公司資產新台幣19億元，但於1998年7月請辭台灣日光燈公司董事長；警方依侵占罪與背信罪將王邦彥移送法辦，檢察官孟令士以「惡性重大」為由聲請羈押王邦彥獲准，前台灣日光燈公司財務經理郝麗麗以新台幣20萬元交保。[5]
- 1999年5月29日，台灣日光燈公司掏空案偵查終結，台北地檢署依背信、內線交易等罪名，將台灣日光燈公司前副董事長兼旭光電機公司董事長鄭楠興、台灣日光燈公司前總經理林銀洲、台灣日光燈公司前副總經理兼旭光投資公司董事徐文政、台灣日光燈公司前常務董事兼台光燈建設公司董事長劉勝輝、台灣日光燈公司前財務經理郝麗麗、林銀洲弟媳陳秀卿、黃麗君、陳溫桂英、台灣日光燈公司投資部前副理鄭明哲等9人起訴，王邦彥則併法院審理。[6]
- 1999年8月，鄭楠興邀請立法委員邱鏡淳接任台灣日光燈公司董事長。
- 1999年8月5日，台灣證券交易所審查通過台灣日光燈公司股票自1999年8月9日起由全額交割股改列普通交割股。[7]
- 2001年，台灣日光燈公司計畫投入興建廢日光燈管回收處理廠。[8]同年年中，台灣日光燈公司董事長邱鏡淳因參選立法委員而辭職。同年10月，鄭楠興之弟鄭楠盛接任台灣日光燈公司董事長。
- 2003年，中山科學研究院與行政院國家科學委員會協助台灣日光燈公司成立「奈米科技事業部」。[9]同年，立法委員蔡啟芳接任台灣日光燈公司董事長。
- 2005年，台灣日光燈公司獲得中華民國經濟部「奈米標章」認證。[10]
- 2006年3月6日，台灣日光燈公司產業工會常務理事黃榮生接到一紙傳真，在沒有任何理由的情況下被資遣；台灣日光燈公司產業工會向新竹縣政府申請勞資爭議調解；新竹縣產業總工會理事長黃維權要求中央及地方主管機關向資方施壓，也呼籲各工會全面備戰、隨時動員聲援黃榮生。[11]
- 2007年4月23日，台灣日光燈公司經營權易手，陳國雄、曾大中、柯欽郎等五大律師合組的新經營團隊入主台灣日光燈公司，陳國雄接任台灣日光燈公司董事長。[12][13]
- 2007年4月30日，台灣日光燈公司董事長陳國雄在董事會中無預警辭職，台灣日光燈公司前常務董事吳添壽接任董事長。[4]
- 2007年4月，台灣日光燈公司跳票。
- 2007年5月，台灣日光燈公司積欠員工薪資。[14]
- 2007年7月10日，由於台灣日光燈公司未交財報，台灣證券交易所命令台灣日光燈公司股票下市。[15]
- 2008年1月31日，台灣日光燈公司宣布資遣300多名員工，並同時發放所有員工的支票及部分離職單；同年2月1日，台灣日光燈公司宣布自同月2日起停工至同月15日。[16][17][18]
- 2010年4月20日，台北地方法院依據台灣日光燈公司504名債權人的集體聲請，首度拍賣台灣日光燈公司的「旭光」商標抵償超過新台幣10億元的債務，業強科技以新台幣7500萬元得標。[19]業強科技成立子公司「台灣新照明」經營旭光品牌。
- 2011年4月21日，台北地檢署襄閱主任檢察官王文德依違反《證券交易法》罪嫌，將鄭楠興與台灣日光燈公司董事兼發言人吳添福起訴。[20][21]

## 外部連結
- 《苦勞網》收錄的台灣日光燈工會文章列表 （页面存档备份，存于）